# Globotruncanoidea
Globotruncanoidea, tradicionalmente denominada Globotruncanacea, es una superfamilia de foraminíferos planctónicos del suborden Globigerinina y del orden Globigerinida. Su rango cronoestratigráfico abarca desde el Turoniense hasta el Maastrichtiense (Cretácico superior).

## Discusión
Clasificaciones posteriores han incluido los taxones de Globotruncanoidea en la superfamilia Globigerinoidea.

## Clasificación
Globotruncanoidea incluye a las siguientes familias y subfamilias:
- Familia Globotruncanidae †
  - Subfamilia Globotruncaninae †
  - Subfamilia Globotruncanellinae †
  - Subfamilia Abathomphalinae †
- Familia Rugoglobigerinidae †

Otras familias consideradas en Globotruncanoidea son:
- Familia Abathomphalidae
- Familia Globotruncanellidae
- Familia Marginotruncanidae